# Call of Duty: World War II
Call of Duty: World War II (stilizzato Call of Duty: WWII), è un videogioco del genere sparatutto in prima persona, sviluppato da Sledgehammer Games per le piattaforme PlayStation 4, Xbox One e PC, pubblicato da Activision il 3 novembre 2017. Ufficializzato il 21 aprile 2017, il gioco è il quattordicesimo capitolo della serie Call of Duty, ambientato nuovamente nella seconda guerra mondiale dopo Call of Duty: World at War del 2008.

## Modalità di gioco
Come i suoi predecessori, Call of Duty: World War II è uno sparatutto in prima persona ma, a differenza di essi, rimuove il sistema avanzato di movimento presente nei due precedenti titoli Call of Duty del doppio salto e della "corsa sui muri". Infatti, per motivi di contesto storico, ritorna il movimento tradizionale nella serie ossia uno stile "a terra". Invece di un meccanismo di movimento a scivolamento, che permetteva ai giocatori di scivolare velocemente sul terreno, WWII dispone di un meccanico hit-the-deck che permette al giocatore di saltare in avanti e di gettarsi a terra per riuscire a sfuggire rapidamente, simile ad una meccanica precedente chiamata dolphin dive in Call of Duty: Black Ops e Call of Duty: Black Ops II.

### Campagna
WWII, come Call of Duty (2003), Call of Duty: L'ora degli eroi (2004) e Call of Duty 2: Big Red One (2005), non dispone della rigenerazione automatica della salute nella modalità campagna. Al contrario, il giocatore deve trovare i kit medici posizionati nei vari livelli di gioco o chiederli ai compagni di squadra, se disponibili. Altri membri della squadra possono fornire munizioni, granate, fumogeni di segnalazione per i mortai o rilevare la posizione dei nemici, evidenziandone la silhouette. In alcuni momenti del gioco, i soldati nemici possono essere fatti prigionieri e gli alleati feriti possono essere trascinati al riparo. Durante la campagna, è possibile controllare dei veicoli.

### Multigiocatore
La modalità multigiocatore di Call of Duty: WWII venne rivelata nel 2017, dal 13 al 15 giugno. La casa Sledgehammer Games annunciò la presenza di uno spazio social sotto forma di quartier generale, di diverse tipologie di divisioni, di diverse modalità di guerra e il ritorno della modalità di gioco "a terra" come per la campagna. I giocatori che pre-ordinarono il gioco ricevettero una versione beta, la quale venne inizialmente distribuita per PlayStation 4 e successivamente per le altre piattaforme.
Nelle partite online, i giocatori vengono assegnati casualmente nella schiera degli Alleati o dell'Asse. Nel primo caso, i giocatori possono scegliere di impersonare soldati americani, britannici, canadesi o francesi. Nel secondo caso, invece, possono impersonare solo soldati tedeschi. Glen Schofield, cofondatore di Sledgehammer, ha spiegato che nel gioco si può impersonare una potenza dell’Asse. Ha sottolineato che c’è una distinzione importante tra l’esercito tedesco e i nazisti, una distinzione che i tedeschi fanno ancora oggi. Nel gioco, hanno voluto mostrare che i soldati tedeschi stavano semplicemente facendo il loro dovere..
Invece del solito sistema di creazione delle classi, WWII è caratterizzato dalla presenza di Divisioni. I giocatori possono scegliere una di queste sei divisioni, ciascuna con il suo differente addestramento di base al combattimento, addestramento di divisione e abilità nelle armi. Non sono più presenti i vantaggi, infatti il giocatore deve progredire nei ranghi delle divisioni per poter utilizzare abilità addizionali. Le sei divisioni presenti nel gioco sono:
- Aviotrasportata: la divisione rende il giocatore veloce nei movimenti senza affaticarsi. I giocatori possono usare dei silenziatori alle mitragliette in ogni momento durante la battaglia, incrementando le capacità stealth.
- Fanteria: La divisione più versatile nel gioco, è equipaggiata per il combattimento a medio e lungo raggio. Le abilità speciali di questa divisione è la carica con la baionetta che può portare ad un corpo a corpo cruento.
- Corazzata: Questa divisione possiede la potenza di fuoco maggiore, in grado di usare mitragliatrici pesanti.
- Montana: Questa divisione si focalizza nel combattimento a lungo raggio, rendendo i tiratori scelti più precisi con l'intento di aiutare e migliorare la mira, bloccando l'ambiente dalla vista del giocatore.
- Spedizionieri: Il fucile da caccia usato dal giocatore in questa divisione è in grado di lanciare bombe incendiarie che bruciano i nemici.
- Resistenza: La pistola è equipaggiata con un coltello e in questa divisione sono presenti funzionalità aggiuntive al radar
- Cavalleria: La divisione concede l'utilizzo di uno scudo nello slot principale e di un'arma primaria (o secondaria, a seconda delle scelte del giocatore) come slot secondario
- Commando: La divisione dà la possibilità al giocatore di utilizzare uno spawn personalizzato (Simile all'infiltrazione tattica di Call of Duty: Black Ops II)

WWII prevede come già detto la modalità Quartier Generale che funge da spazio social nel gioco. Il quartier generale è ambientato ad Omaha Beach, in Normandia, tre giorni dopo l'inizio dell'invasione. Nel quartier generale possono essere presenti quarantotto giocatori contemporaneamente, impegnati in differenti attività. Nel quartier generale è presente una postazione di tiro dove i giocatori possono addestrarsi a sparare con ogni tipo di arma o migliorare la propria striscia di punteggio. Vi sono inoltre aree dove i giocatori possono scontrarsi uno-contro-uno, mentre altri giocatori possono guardare il duello.
La killcam che di solito mostrava l'ultima uccisione del match, viene sostituita con la Stella di Bronzo, che mostra l'uccisione "più impressionante". L'unica eccezione è la modalità "Cerca e Distruggi" che invece mostra proprio l'ultima uccisione del match.
Una nuova modalità di gioco multigiocatore per la serie Call of Duty è "Guerra", sviluppata in collaborazione con Raven Software. In questa modalità, squadre di sei giocatori eseguono missioni come soldati Alleati o dell'Asse, in battaglie iconiche della seconda guerra mondiale, come per esempio lo sbarco in Normandia, in cui si dovrà assaltare la spiaggia o difenderla. Oltre a "Guerra", le altre modalità di multigiocatore sono "Deathmatch", "Dominio", "Cattura e Distruggi", "Uccisione Confermata" e "Cattura la bandiera".
Klaus stava lavorando involontariamente con il capo scientifico Peter Straub e l’esperto di armamenti colonnello Heinz Richter su un progetto per sfruttare una nuova energia chiamata Geistkraft, per aiutare lo sforzo bellico nazista. Alla fine, lo zeppelin esplode, uccidendo il Panzermörder e liberando Klaus. Tuttavia, il potere dell’elsa rianima Klaus, rendendolo posseduto da un’entità sconosciuta. 
WWII include una modalità di gioco cooperativa zombie, simile alle versioni precedenti di Treyarch e Infinity Ward, ambientata in una linea temporale alternativa e separata dalla campagna a giocatore singolo. Anche questa modalità è ambientata nella Seconda Guerra Mondiale, con il Terzo Reich che cerca di ribaltare le sorti del conflitto creando un’armata di non morti.
Nonostante gli eventi siano fittizi, Michael Condrey, cofondatore di Sledgehammer Games, ha affermato che la narrativa della modalità zombie si basa su “eventi reali” e che l’esperienza di gioco sarebbe stata simile a Dead Space, un gioco sparatutto in terza persona creato da Condrey e Schofield quando lavoravano a EA Redwood Shores.
Riguardo al gameplay, la modalità Zombie mantiene la classica formula della sopravvivenza ad ondate di zombie, come nei precedenti titoli, però con nuove aggiunte; i giocatori possono optare per una categoria tra quattro, le quali danno differenti abilità di gioco. Sledgehammer Games ha tentato inoltre di razionalizzare alcune delle meccaniche popolari, come la gestione dell'equipaggiamento. Vi è inoltre un sistema di obiettivi all'interno della storia principale che il giocatore dovrà seguire e nel quale dovrà progredire. Relativamente alla trama, il direttore creativo della Sledgehammer, Cameron Dayton, ha affermato che vi è una "via casuale" e una "fissa" e quest'ultima è la storia ufficiale di questa modalità che possiede obiettivi nascosti e si espande molto di più rispetto alla storia casuale.

## Trama

### Campagna
(Ronald "Red" Daniels nei documenti di guerra finali del primo episodio.)
Il 6 giugno  1944, il soldato di prima classe dell'Esercito americano Ronald "Red" Daniels (Brett Zimmermann), inquadrato nella 1ª Divisione di Fanteria, prende parte allo sbarco in Normandia assieme al suo plotone, composto dal soldato di prima classe Robert Zussman (Jonathan Tucker), dal soldato Drew Stiles (Kevin Coubal), dal tecnico di quinta classe Frank Aiello (Jeff Schine), dal tecnico sergente William Pierson (Josh Duhamel) e dal primo tenente Joseph Turner (Jeffrey Pierce).
Il gioco inizia su un LCVP all'interno della quale giocano e scommettono i membri del Primo Plotone prima citati. Mentre si stanno divertendo, il severo Sergente Pierson, richiama i soldati per il briefing.
Finita la scena, Daniels e il suo plotone si riuniscono al cospetto del Capitano Davis (Matt Riedy), il quale tiene un discorso d'incoraggiamento. Imbarcatisi, Daniels termina di scrivere una lettera alla moglie Hazel. Dopo essere sbarcati, i soldati vengono sorpresi da una scarica di mitragliatrice: Daniels prende un siluro e fa esplodere il filo spinato, facendosi scudo di alcune strutture in metallo sulle spiagge normanne.
Dopo aver liberato 5 bunker dalla presenza nemica, Zussman viene accoltellato da un soldato nazista, il quale viene atterrato da Daniels, che dopo aver trascinato l'amico per tutto il campo, gli inietta della morfina; Zussman finisce in un ospedale da campo per diverse settimane, tornando in servizio in tempo per l'Operazione Cobra, durante la quale le forze americane conquistarono la città francese di Marigny.
Daniels ed il suo plotone salgono su un carro comandato dal Sergente Augustine Perez (Cristian Lanz), per poi addentrarsi in un piccolo villaggio vicino Marigny, dove Daniels abbatte diverse squadriglie di aerei d'attacco con una contraerea, per poi distruggere l'artiglieria pesante nemica e sgombrare velocemente il villaggio.
Dopo aver liberato il centro del villaggio a bordo di una camionetta, Daniels partecipa alla presa di Marigny: le forze americane assaltano la città, usando come postazione una chiesa. Zussman e Aiello vanno a distruggere mezzi corazzati tedeschi e d'artiglieria, i quali minacciano l'avanzata americana; mentre Daniels, Pierson e Stiles si dirigono al campanile, dal quale Daniels copre, con un fucile di precisione i colleghi da attacchi nemici e Turner distrugge un semicingolato, permettendo ai sottoposti di terminare il lavoro. In seguito, la chiesa crolla, provocando la morte di due compagni di Daniels. Dopo aver segnalato con un fumogeno di segnalazione la posizione nemica sul campo immediatamente successivo alla chiesa, il plotone si riunisce.
Il capitano Davis ordina poi al plotone di cooperare con degli ufficiali dell'S.O.E. britannica, il maggiore Arthur Crowley (David Alpay) e Vivian (Helen Sadler), per intercettare un treno corazzato tedesco che trasporta razzi V2. Dopo una sequenza stealth, Daniels e Zussman inseguono il treno a bordo di una camionetta, dopo aver allertato l'avamposto nazista, riuscendo a farlo deragliare per rimanere separati dalla loro unità, a cui si ricongiungono con l'aiuto di Camille Denise alias Rousseau (Bella Dayne), una leader della Resistenza francese.
Una settimana dopo, Rousseau e Crowley pianificano un attentato ad una guarnigione tedesca a Parigi, recuperando degli esplosivi in preparazione dell'assalto che il plotone di Daniels effettuerà alla guarnigione stessa. Nel frattempo, Rousseau uccide l'SS- und Polizeiführer Heinrich (J. Paul Boehmer) come vendetta per l'assassinio della sua famiglia. Il plotone di Daniels, infine, assalta la guarnigione la notte stessa. Dopo aver distrutto dei veicoli corazzati, ucciso cecchini e bruciato fanti, Daniels viene stordito da un lanciarazzi, il quale viene ucciso dopo che Daniels distrugge il semi-cingolato con l'arma che manovrava; all'alba le forze alleate liberano la città.
Due mesi dopo, il plotone prende parte alla battaglia di Aquisgrana, durante la quale viene salvato dal supporto del corazzato comandato da Pérez. Al plotone viene poi ordinato di impossessarsi di un hotel occupato dai tedeschi, dove poi scoprono esservi dei civili al suo interno. Nonostante l'opposizione del sergente Pierson, il tenente Turner ordina la loro evacuazione. I soldati tedeschi sparano sul camion che trasporta i civili, uccidendo Erika, la sorella maggiore di Anna, una bambina rimasta nascosta nell'hotel e che Daniels aveva portato fuori evitando il conflitto a fuoco con i nazisti che si erano rimpossessati dell'edificio. Dopo la sparatoria, Pierson manda via il veicolo senza protezione, nonostante gli ordini contrari di Turner.
Durante la battaglia della Foresta di Hürtgen, al plotone viene ordinato di prendere il Colle 493. Dopo che Daniels partecipa alla difesa di una postazione su un ponte forestale, distruggendo due veicoli corazzati, Turner divide il plotone in due gruppi: Pierson e Zussman dovevano avanzare verso la collina, mentre Turner e Daniels li avrebbero coperti finché non si fossero incontrati alle pendici del rilievo. La squadra di Turner riceve ben presto una trasmissione secondo cui Pierson aveva ordinato l'attacco alla collina contro gli ordini di Turner, obbligando quest'ultimo a correre in loro aiuto. Il plotone riesce a distruggere le postazioni d'artiglieria in cima al colle, ma subito dopo i Tedeschi contrattaccano con un carro armato Tiger II. Daniels viene messo fuori gioco mentre tenta di rendere inerme il corazzato, il quale viene poi distrutto dal carro di Pérez. Turner viene ferito a morte mentre soccorre Daniels, da un ufficiale nazista - il quale verrà ucciso da Daniels stesso con la pistola di Turner - ed ordina ai suoi uomini di abbandonarlo affinché possa coprirli mentre si ritirano. Nonostante l'opposizione di Pierson, il plotone si ritira e Turner resta indietro nel tentativo di respingere i nazisti, ma muore sotto i colpi nemici. Pierson diviene il comandante del plotone e sceglie Daniels come suo secondo in comando, promuovendolo a Caporale.
All'apice dell'offensiva delle Ardenne, il plotone di Daniels viene circondato dai Tedeschi. Durante questo scontro, Daniels incontra un sottufficiale tecnico (che ha rinunciato ai gradi) afroamericano, Howard (Russell Richardson), che lo aiuta a mettersi in contatto con il supporto aereo. Il plotone riesce a catturare infine diversi soldati tedeschi, scoprendo poi - da un prigioniero che chiede acqua, colpisce alla testa Pierson col bicchiere e viene ucciso da quest'ultimo - che i Tedeschi hanno pianificato di distruggere un ponte a Remagen, l'ultimo ponte ancora intatto sul Reno. Dopo aver distrutto il convoglio con gli esplosivi, Pierson ordina al plotone di attaccare una base aerea vicina per distruggere gli esplosivi rimanenti. L'attacco, però, fallisce e Daniels e Zussman si ritrovano circondati dalle truppe nemiche. Daniels viene salvato da Howard, tenta di raggiungere e salvare Zussman dal camion nazista, ma viene gravemente ferito e Zussman viene catturato e portato in un campo di detenzione tedesco Stalag IX-B. Lì viene interrogato sul suo essere ebreo dall'ufficiale delle SS Metz (George Regout), per poi essere picchiato e inviato in un campo di concentramento. Daniels, nel frattempo, rimane in un ospedale da campo per via delle ferite riportate.
In ospedale, Daniels viene a sapere da Davis riguardo agli eventi che cambiarono Pierson nella battaglia del passo di Kasserine: invece di mandare i suoi uomini incontro alla morte senza ripensamenti, come tutti credono, Pierson aveva rischiato la sua vita e quella dei suoi uomini nel vano tentativo di salvare parte del suo plotone in trappola. Dopo essersi ripreso, Daniels affronta Pierson nella sua tenda, stracciando di fronte a lui il documento di congedo con onore, per convincerlo a riprenderlo nel plotone. In seguito, con successo, catturano il ponte di Ludendorff: l'ultimo ponte rimasto sul Reno, nella battaglia di Remagen. L'unità di Daniels penetra in Germania con il resto delle forze alleate, liberando i campi di concentramento che trovavano, nella speranza di ritrovare Zussman, fino a raggiungere il campo di concentramento di Berga, oramai abbandonato; i sopravvissuti sono stati condotti dai carcerieri nella marcia della morte. Daniels e suoi compagni ripercorrono il percorso della marcia trovando e salvando Zussman prima che venga giustiziato da Metz, il quale viene ucciso da Daniels con un colpo in testa.
Al termine della guerra, Daniels saluta il suo plotone e fa ritorno a casa in Texas, da sua moglie e dal figlio neonato. Daniels chiamerà il bimbo Joseph Turner, in onore del suo Tenente morto coraggiosamente per salvare lui e il suo plotone. Visita poi la tomba di suo fratello maggiore, Paul (Chris Browning), che era morto a causa delle ferite procurategli da un lupo che decimava il loro bestiame, quando Daniels era piccolo e non era riuscito a sparare l'animale e a salvare il fratello. Sulla sua tomba, pone la sua medaglia di bronzo, affermando che suo fratello la meritava per avergli insegnato a lottare per sé stesso e per i suoi compagni.

### Zombie Nazisti
L'ingegnere tedesco Marie Fischer (Katheryn Winnick) viene inviata in una missione nel suo paese natale, Mittelburg in Baviera, dal suo ufficiale comandante, il maggiore Rideau (Darin De Paul), per recuperare degli artefatti rubati dai nazisti per eseguire degli esperimenti, oltre a salvare suo fratello Klaus, che aveva fornito a Rideau queste informazioni. Klaus stava involontariamente lavorando con il capo scientifico Peter Straub (Udo Kier) e l'esperto di armamenti colonnello Heinz Richter (Tomm Voss) su un progetto per sfruttare una nuova energia, nota come Geistkraft (Forza spirituale), per contribuire allo sforzo bellico del partito nazista. Marie è accompagnata dall'ex-ladro d'arte Drostan Hynd (David Tennant), dalla combattente della Resistenza francese Olivia Durant (Élodie Yung) e dal capitano Jefferson Potts (Ving Rhames), ciascuno dei quali possiede conoscenze significative sugli artefatti rubati. Tuttavia, mentre il loro treno si dirige a Mittelburg, il gruppo viene attaccato da un essere colossale non identificato. Marie rimane separata dagli altri e si ritrova in un rifugio temporaneo presso una casa vicina, dove deve resistere a orde di soldati tedeschi morti ma rianimati dal Geistkraft, finché non riesce a raggiungere l'abitato vicino.
Dopo essersi riunita agli altri tre, procedono all'interno del villaggio raggiungendo il laboratorio di Straub. Lì, affrontano nuovamente l'orda di non morti di Straub, oltre a Richter, la cui ossessione di rendere il Geistkraft un'arma lo mette in conflitto con Straub stesso. Infine, il gruppo recupera l'artefatto, l'elsa della spada dell'imperatore Federico I Barbarossa, e incontrano il colosso, un amalgama umanoide formato da numerose parti di corpi messe assieme, chiamato Panzermörder, con Klaus fuso all'interno della creatura. Usando speciali batterie magnetizzate agganciate sul colosso, il gruppo riesce a farlo attrarre dallo zeppelin di Richter in volo sopra il villaggio. Lo zeppelin infine esplode, uccidendo il Panzermörder e liberando Klaus. Il potere dell'elsa in qualche modo rianima Klaus, rendendolo posseduto da un'entità sconosciuta. Klaus barcolla fino al villaggio, dicendo a Marie e al gruppo di continuare a combattere e che l'Imperatore non deve fare ritorno, poi attiva una trappola incendiaria dandosi alle fiamme.

## Cast
| Campagna             |                                       |                     |
| Personaggio          | Motion capture e doppiatore originale | Doppiatore italiano |
| Ronald "Red" Daniels | Brett Zimmerman                       | Ivan Andreani       |
| William Pierson      | Josh Duhamel                          | Roberto Palermo     |
| Joseph Turner        | Jeffrey Pierce                        | Matteo Zanotti      |
| Robert Zussman       | Jonathan Tucker                       | Alessandro Capra    |
| Drew Stiles          | Kevin Coubal                          | Alessandro Zurla    |
| Frank Aiello         | Jeff Schine                           | Valerio Amoruso     |
| Howard               | Russell Richardson                    | Davide Capostagno   |
| Colonnello Davis     | Matt Riedy                            | Roberto Accornero   |
| Sergente Perez       | Christian Lanz                        | Diego Baldoin       |
| Arthur Crowley       | David Alpay                           | Alessandro Lussiana |
| Vivian               | Helen Sadler                          | Debora Magnaghi     |
| Rousseau             | Bella Dayne                           | Beatrice Caggiula   |
| Karl Fisher          | Jeff Fisher                           | Francesco Mei       |
| Paul Daniels         | Chris Browning                        | Paolo De Santis     |
| Hazel Daniels        | Sofia Vassilieva                      | Deborah Morese      |
| Heinrich             | J. Paul Bohemer                       | Leonardo Gajo       |
| Erika                | Alexsandra Jade                       | Martina Tamburello  |
| Nazi Zombie          |                                       |                     |
| Drostan Hynd         | David Tennant                         | Matteo de Mojana    |
| Olivia Durant        | Élodie Yung                           | Marcella Silvestri  |
| Marie Fischer        | Katheryn Winnick                      | Stefania De Peppe   |
| Jefferson Potts      | Ving Rhames                           | Renzo Ferrini       |
| Hank Rideau          | Darin de paul                         | Oliviero Corbetta   |
| Peter Straub         | Udo Kier                              | Gianni Quillico     |
| Heinz Richter        | Tomm Voss                             | Marcello Moronesi   |
| Multiplayer          |                                       |                     |
| Voce Alleata         | ?                                     | Marco Benedetti     |
| Voce Asse            | ?                                     | Marco Pagani        |
| Carver Butcher       | Ron Bottitta                          | Francesco Rizzi     |
| James Parks          | David McCuster                        | Claudio Colombo     |
| Le'Veon Bell         | Le'Veon Bell                          | Matteo Brusamonti   |

Personaggi Minori: Davide Fumagalli, Renzo Ferrini, Alessandro Conte, Stefano Starna, Luca Ghignone, Edoardo Lomazzi, Dario Agrillo, Daniel Magni, Francesco Mei.